# ペネロープ・クライトン (第4代ダンフリーズ女伯爵)
第4代ダンフリーズ女伯爵ペネロープ・クライトン（英語: Penelope Crichton, 4th Countess of Dumfries、1680年代生 – 1742年3月6日）は、スコットランド貴族。

## 生涯
クライトン卿チャールズ・クライトン（Charles Crichton, Lord Crichton、第2代ダンフリーズ伯爵ウィリアム・クライトンの息子）とサラ・ダルリンプル（Sarah Dalrymple、初代ステア子爵ジェームズ・ダルリンプルの娘）の娘として生まれた。
1694年2月28日に兄弟にあたる第3代ダンフリーズ伯爵ウィリアム・クライトンが死去すると、ダンフリーズ伯爵の爵位を継承した。
1698年2月26日、ウィリアム・ダルリンプル（1678年 – 1744年、初代ステア伯爵ジョン・ダルリンプルの息子）と結婚、6男2女をもうけた。
- ウィリアム（1768年没） - 第5代ダンフリーズ伯爵、第4代ステア伯爵
- ジョン（英語版）（1742年没） - 庶民院議員
- ジェームズ（1760年没） - 第3代ステア伯爵
- チャールズ（1729年没）
- ヒュー（Hugh、1737年9月24日没）
- ジョージ（1760年以前没）
- エリザベス - ジョン・マクドール（John Mcdouall）と結婚、子供あり。第6代ダンフリーズ伯爵パトリック・マクドール＝クライトン（英語版）の母
- ペネロープ・クライトン（1785年2月11日没）

1742年3月6日にクラックマナンで死去、息子ウィリアムが爵位を継承した。